# Himalchuli
L'Himalchuli, qui culmine à 7 893 m, est le dix-huitième plus haut sommet du monde. Il est situé au Népal dans la chaîne de l'Himalaya, dans le Mansiri Himal, non loin du Manaslu.
L'Himalchuli comporte deux autres cimes : le sommet nord (7 371 m) et le sommet ouest (7 540 m).

## Ascensions
- 1955 - Première tentative d'ascension par Howard et Firmin.
- 1958 - Expédition japonaise de reconnaissance qui atteignit 5 750 mètres.
- 1959 - Tentative conduite par J. Muraki. S. Ishizaka et Y. Matsuda s'élevèrent jusqu'à 7 400 mètres.
- 1960 - Expédition japonaise dirigée par J. Yamada. H. Tanabe et M. Harada atteignirent le sommet le 24 mai à 13 h 10.